# عبد الله أنور
عبد الله أنور عبد الله العامري (مواليد 2 يونيو 1999، لاعب كرة قدم إماراتي يجيد اللعب في الهجوم يلعب مع نادي العروبة الإماراتي.

## مسيرة اللاعب
لعب في نادي الوحدة ونادي النصر ونادي العروبة.

## روابط خارجية
- عبد الله أنور على موقع Soccerway.com (الإنجليزية)